# Genesee (Wisconsin)
Genesee es un pueblo ubicado en el condado de Waukesha en el estado estadounidense de Wisconsin. En el Censo de 2010 tenía una población de 7.340 habitantes y una densidad poblacional de 91,41 personas por km².

## Geografía
Genesee se encuentra ubicado en las coordenadas 42°58′21″N 88°21′48″O / 42.97250, -88.36333. Según la Oficina del Censo de los Estados Unidos, Genesee tiene una superficie total de 80.29 km², de la cual 78.66 km² corresponden a tierra firme y (2.04%) 1.64 km² es agua.

## Demografía
Según el censo de 2010, había 7.340 personas residiendo en Genesee. La densidad de población era de 91,41 hab./km². De los 7.340 habitantes, Genesee estaba compuesto por el 97.96% blancos, el 0.18% eran afroamericanos, el 0.22% eran amerindios, el 0.52% eran asiáticos, el 0% eran isleños del Pacífico, el 0.3% eran de otras razas y el 0.83% pertenecían a dos o más razas. Del total de la población el 1.96% eran hispanos o latinos de cualquier raza.